# Joanny Durand
Joanny Durand est un sculpteur, graveur et écrivain français, né le 23 juillet 1886 à Boën-sur-Lignon (Loire) et mort le 10 octobre 1955 à Sainte-Agathe-la-Bouteresse (Loire).
Il a réalisé de nombreux monuments aux morts dans le département de la Loire. Ses sculptures et ses gravures sont marquées par le style Art déco et le réalisme des années 1930. 

## Biographie
Joanny Durand est né le 23 juillet 1886 dans le département de la Loire, à Boën-sur-Lignon, où son père, Jean Antoine Durand est vigneron. En 1888, ses parents s’installent à Saint-Étienne. De 1901 à 1904, Joanny Durand suit des cours de ciselure et de gravure sur armes à Saint-Étienne à l'École régionale des arts industriels en 1884 (qui devient École régionale des beaux-arts en 1923). Il obtient une bourse pour étudier la sculpture à Paris auprès de Jean-Antoine Injalbert, Jean Dampt et Eugène Marioton. Après son service militaire (1905-1906), il étudie aux Beaux-Arts de Paris et travaille chez Élie Gonon, un graveur stéphanois installé à Paris. Il se marie en 1913 à Paris avec Alice Hélène Mangenot. Ils auront un fils, Clovis, né en 1918. En 1928, il épouse en secondes noces Marie Louise Frater. 
Mobilisé en 1914, il est grièvement blessé lors de la première bataille de la Marne et réformé en septembre 1915. Il est mutilé de guerre à 60 %. Dans les années 1920, il réalise de nombreux monuments aux morts, principalement dans le département de la Loire, des œuvres représentatives des courants patriotiques et régionalistes de son époque, et marquées par l'Art déco et le réalisme des années 1930.   
Il obtient une médaille d’or à la 4e Exposition internationale d’arts décoratifs modernes et de l’habitation de Nice en 1929. Il quitte Paris pendant la Seconde Guerre mondiale et s'installe à Sainte-Agathe-la-Bouteresse dans la propriété familiale de sa mère, Antoinette Decour. Il est professeur de dessin, de modelage et de sculpture sur pierre à l'École de beaux-arts de Saint-Étienne de 1940 à 1951.   
Outre la gravure d'armes et de médailles, il a pratiqué la gravure sur bois et la céramique. Il est également l'auteur d'un recueil  de poèmes (La Folle en liberté, vers 1952) et d'un recueil de contes du Forez, Les Contes de mon cuvage.
Joanny Durand meurt le 10 octobre 1955 à Sainte-Agathe-la-Bouteresse. Il est inhumé dans sa propriété.

## Œuvres

### Sculptures
Quatorze monuments aux morts ont été recensés, dans la Loire, le Puy-de-Dôme, le Rhône et à Paris. Aux côtés des représentations classiques de poilus et de familles en deuil, on trouve des thèmes plus originaux avec des guerriers gaulois ou des chevaliers.
Le Monument aux morts de Saint-Julien-d'Oddes, inauguré en 1923, représente ainsi un Gaulois brandissant une épée.
Celui de la ville de Thiers, inauguré en 1923, est composé d'un guerrier gaulois soutenant un poilu,.
À Boën-sur-Lignon, un guerrier gaulois se tient avec un poilu devant la France victorieuse. De même, le bas-relief aux étudiants morts pour la France représente un guerrier gaulois et un soldat romain dos à dos.
On relève une inspiration médiévale dans le Monument aux morts de Sail-sous-Couzan, inauguré en 1948. De part et d'autre d'un poilu gisant, deux chevaliers en armure se tiennent debout avec leurs chevaux,.
Enfin, le Monument des élèves et des professeurs du lycée Claude Fauriel, inauguré en 1922 à Saint-Étienne, se compose d'un bas-relief figurant une fresque historique, où chaque personnage incarne une grande bataille de France : Poitiers, Bouvines, Patay, Valmy et la bataille de la Marne,. La figure de Jeanne d'Arc se trouve au centre du monument.
D'autres monuments s'attachent à la figure emblématique du poilu. Il s'agit des monuments du cimetière de Boën-sur-Lignon, inauguré en 1922,, de Sainte-Agathe-la-Bouteresse, inauguré en 1922,, et de Cezay, inauguré après 1925,.  
Certaines de ses réalisations montrent des femmes et des familles en deuil. C'est le cas du Monument aux morts de La Fouillouse, inauguré en 1922, de celui de Villié-Morgon, inauguré en 1923, de Chazelle-sur-Lyon, inauguré en 1924, et de Leigneux, inauguré en 1924.
Le Monument aux morts de Saint-Rambert-sur-Loire, inauguré en 1924, représente une allégorie de la Patrie.   
Joanny Durand a également exécuté les bas-reliefs du fronton de l’hôtel particulier Subit-Gouyon, de style Art déco, à Saint-Étienne (1930-1931). Ils représentent des scènes de cueillette, de chasse et de pêche ainsi que des colombes. Des bas-reliefs illustrant les travaux des champs sont également visibles dans sa maison et atelier, à Sainte-Agathe-la-Bouteresse.            

## Distinctions
- Chevalier de la Légion d'honneur (22 octobre 1952)[33]
- Médaille militaire
- Croix de guerre 1914-1918